# 가시노촌
가시노촌(樫野村)은 오카야마현 마니와군에 있던 촌이다. 현재의 마니와시에 해당한다.

## 역사
- 1889년 6월 1일 - 정촌제 시행에 의해 가시니시촌, 가시히가시촌, 요노카미촌, 요노시모촌이 합병해 오바군 가시노촌이 성립하였다.
- 1900년 4월 1일 - 오바군이 마시마군과 합병해 마니와군이 되어 가시노촌은 마니와군에 소속되었다.
- 1905년 9월 1일 - 메키촌과 합병해 미와촌이 성립하여, 동일 가시노촌은 폐지되었다.

## 오아자
- 가시니시 樫西（かしにし） 〒719-3211
- 가시히가시 樫東（かしひがし） 〒719-3223
- 요노카미 余野上（よのかみ） 〒719-3221
- 요노시모 余野下（よのしも） 〒719-3222

## 참고문헌
- 和泉橋警察署 『新旧対照市町村一覧』第2冊（東京：加藤孫次郎、1889（明22））
- 地名編纂委員会 『角川日本地名大辞典33 岡山』（角川学芸出版、1989、ISBN 4040013301）